# Matilde Salvador i Segarra
Matilde Salvador i Segarra (Castelló de la Plana, 23 de març de 1918 - València, 5 d'octubre de 2007) fou una compositora i pintora valenciana. Va ser una de les figures més representatives de la música i de la cultura del País Valencià.

## Biografia
Filla del violinista Josep Salvador i Ferrer i Matilde Segarra Gil, i germana de la violinista Josefina Salvador Segarra, la infància i joventut de Matilde Salvador i Segarra es van desenvolupar al si d'una família de músics. El seu avi matern tocava el violoncel, i el seu pare, a més d'impulsar la creació de la Societat Filharmònica i el Conservatori de Castelló, era un bon violinista. La seva mare practicava amb distinció l'art de la pintura, que havia après amb el mestre Vicente Castell Doménech.

### Estudis
Als sis anys va començar els estudis de piano amb la seva tia Joaquima Segarra, pianista amb molt de nom. Als 18 anys es va titular al Conservatori de València,on va ser professora des del 1974 fins al 1989. Va continuar els estudis musicals d'harmonia, composició i orquestració amb Vicent Asencio (1908-1979), amb qui es casà l'any 1943. Als quinze anys va escriure la seva primera obra, una peça per a sis veus mixtes titulada Com és la lluna i als divuit va compondre la seua primera cançó per a veu i piano, Cuentan que la rosa.

### Vida professional
Com a compositora, va ser autora de més d'un centenar de cançons de concert, havent musicat poemes de Bernat Artola, Xavier Casp, Joan Fuster, Salvador Espriu, Miquel Costa i Llobera, etc., donant mostres d'una notable inspiració melòdica.
Entre la seva producció simfònica, destaquen els ballets El segoviano esquivo (1953, estrenat a Barcelona al 1960) i El sortilegio de la luna, de 1954. També és autora d'òperes. La primera en va ser La filla del rei Barbut, basada en Tombatossals de Josep Pascual Tirado, estrenada a Castelló de la Plana el 1943. Vinatea recrea un episodi de la Crònica de Pere el Cerimoniós, amb text de Xavier Casp. Aquesta darrera era la primera (i fins al 2022, l'única) òpera estrenada per una dona al Gran Teatre del Liceu de Barcelona, en 1974,i representada, en versió ampliada, a València el 1975. Igualment, va realitzar obres per a la Comissió Diocesana de Litúrgia. També va compondre diverses obres per a cor mixt, com Viento, voz, álamo (1970, premi Joaquín Rodrigo), i la cantata Les hores (1974), així com cançons per a veu sola i piano, entre les quals estan Planys, cançons i una nadala (1945-1964) i Cervantinas (1975). Va ser també autora de la Marxa de la Ciutat de Castelló (1945, adoptada el 1987 com a himne oficial).
Són molts els poetes clàssics i contemporanis, amb textos en castellà, gallec, català, mallorquí, alguerès o anglès que han vist musicades les seves obres amb creacions de la compositora. Pianista de mèrit, en el seu haver figuren nombrosos concerts i enregistraments discogràfics acompanyant cantants que interpreten els seus cicles de cançons. Va exercir com a crític musical en diaris i revistes de Castelló, Catalunya i València.
Altres de les seves obres destacables són Betlem de la Pigà i Cantata dels dotze estels, amb lletra de Miquel Peris, o Cant a la terra nativa. També va realitzar encàrrecs per al Festival Coral de València i la Federació Catalana d'Entitats Corals.
Va compondre també música religiosa com Missa de Lledó (per a solistes i instruments de vent, 1967), en honor de la Mare de Déu del Lledó, patrona de la ciutat de Castelló de Plana, i la Missa de Perot, així com la cantata Les hores sobre poemes de Salvador Espriu i sota el patrocini de la Fundació Joan March. També va estrenar les misses Retaule de Nadal, Mujeres de Jerusalén (per encàrrec de RNE) o Cervantinas (per encàrrec de la Comisaría Nacional de Música). El 1973, juntament amb Josep Climent i Jaume Palou i Sabater, atengué la convocatòria de les Comissions Diocesanes de Litúrgia i Música sagrada de l'Arxidiòcesi de València perquè posessin música a les noves traduccions litúrgiques dels tradicionals cants marians Salve Regina, Sub tuum praesidium i Regina Caeli.
Entre els seus recitals a Espanya, França o Itàlia, destaquen intèrprets com Josep Iturbi, Victòria dels Àngels, Montserrat Caballé o Carme Bustamante.
Va desenvolupar una relació afectiva especial amb la cultura de L'Alguer i va dedicar diverses obres a aquesta ciutat sarda de parla catalana.
Tant Matilde Salvador com el seu espòs van seguir en un principi la línia estètica del darrer Manuel de Falla, és a dir, el neoclassicisme d'El retablo de Maese Pedro i el Concert per a clavecí, influència que és particularment evident, en el cas de M. Salvador, en la seua òpera La filla del rei Barbut. Malgrat haver-hi una comunitat estètica, cada membre del matrimoni va mantenir la seua línia personal.
Són moltes les obres d'encàrrec sol·licitades a la compositora des de diverses instàncies, igual que altres, les incloses com a obligades en concursos i premis de prestigi internacional, com el José Iturbi de piano o el de la Ville de Carpentras a França.
De les nombroses distincions obtingudes, destaquen el premi Joaquín Rodrigo de composició coral, guanyat en dues ocasions, o el Premi Joan Senent a València per la seva col·lecció de cançons per a veu i piano "Planys, cançons i una nadala”. A més, hi ha moltes obres encarregades a la compositora des de diferents instàncies, així com altres que s'han inclòs com a obligatòries en concursos i premis de prestigi internacional, com el Premi José Iturbi de piano o el de la Ville de Carpentras a França. Ha rebut, entre d'altres, els següents reconeixements institucionals i acadèmics: Fill Predilecte de Castelló de la Plana —va ser la primera dona a aconseguir-ho—, Distinció al Mèrit Cultural de la Generalitat Valenciana, Creu de Sant Jordi de la Generalitat Catalana, Medalles d'Or de les Universitats Valencianes, Valenciana de l'Any de la Fundació Huguet de Castelló. El seu nom presideix una sala auditori a la Universitat de València, diverses biblioteques valencianes, centres de jubilats i un institut d'ensenyament de Castelló, així com carrers, places i avingudes en dotze municipis de tot el territori valencià. Dona singular que forma part indiscutible de la història de la música.
És igualment destacable la seva fructífera tasca com a pintora sobre vidre, tasca que va iniciar de manera autodidàctica el 1983 i des d'aleshores ha realitzat importants exposicions individuals i col·lectives tant a Espanya com a l'estranger. La seva obra es pot contemplar, entre altres llocs, en els museus internacionals d'art naïf de Jaén i Max Fourny de París, desenvolupant la seva tasca creativa a Castelló i València, ciutats entre les quals ha repartit la seva vida.
Dona vitalista i activa amant de les tradicions, va continuar component i pintant sense descans fins a la seva mort, sumant dia a dia noves creacions al seu important i admirable catàleg d'obres: només a la Societat General d'Autors suma tres-centes peces registrades al seu nom. Abans de complir els noranta anys, va morir a València a causa d'una fallada cardíaca, i està enterrada en el cementeri de Sant Josep, de Castelló. El seu llegat musical, junt amb el del seu marit Vicent Asencio Ruano, es conserva a l'Institut Valencià de Cultura de la Generalitat Valenciana.

## Distincions
- 1964 Premi Joan Senent per Planys, cançons i una nadala.[10]
- 1967 Premi Joaquín Rodrigo de Sagunt, composició coral per Cantada de l'ocell.[11]
- 1973 Premi Joaquín Rodrigo de Sagunt de composició coral per Viento, voz, álamo.[11]
- 1979 Premi de Música Ciutat de Castelló per Cançoner de la ciutat i terme de Castelló.
- 1979 Colós del País Valencià.
- 1984 Premi d'Actuació Cívica de la Fundació Carulla (llavors Fundació Jaume I).[12]
- 1987 Marxa de la Ciutat de Castelló és adoptada com a himne oficial de la ciutat.
- 1988 Inauguració del Centre Cultural Matilde Salvador d'Aldaia (València).
- 1989 L'Ajuntament de Benicàssim li dedica un carrer.
- 1993 Premi Senyera de Jaume I de la Comissió Cívica Jaume I de Castelló.
- 1993 Miquelet d'Honor de la Societat Coral el Micalet de València.
- 1995 L'Akademia Cantos et Fidis de L'Alguer (Sardenya-Itàlia) posa al seu cor el nom de Cor Matilde Salvador.
- 1996 Premi Valencià de l'Any de la Fundació Huguet de Castelló.[13]
- 1997 Distinció de la Generalitat Valenciana al Mèrit Cultural.[14]
- 1998 L'Ajuntament d'Onda li dedica un carrer.
- 1998 Medalla de la Universitat Jaume I.[15]
- 2001 Medalla de la Universitat de València.[16]
- 2003 Filla predilecta de la ciutat de Castelló de la Plana[13] (va ser la primera dona en aconseguir-ho).[10]
- 2004 Dona de l'any de Castelló de la Plana.
- 2005 Creu de Sant Jordi de la Generalitat de Catalunya.
- 2007 Premi Sor Isabel de Villena del Club de Subscriptors del Periòdic Independent d'Alboraia, durant la Setmana de la Dona.

## Obres
| Piano | Piano                                                                      |
| ----- | -------------------------------------------------------------------------- |
| 1935  | Campanas                                                                   |
| 1937  | Danza de la luna (de Romance de la luna) (Fora de catàleg)                 |
| 1937  | Danza del niño mirando a la luna (de Romance de la luna) (Fora de catàleg) |
| 1946  | Planyívola (Fora de catàleg)                                               |
| 1954  | Judas (Fora de catàleg)                                                    |

| Vocal | Vocal |
| ----- | --- |
| 1935  | Canción de atardecer, per a veu i piano (de Set cançons) (Fora de catàleg) |
| 1935  | Cuentan que la rosa, per a veu i piano (de Set cançons) (Fora de catàleg) |
| 1935  | Nana, per a veu i piano (de Vuit cançons) (Fora de catàleg) |
| 1936  | El amor y la llama per a veu i piano (de Set cançons) (Fora de catàleg) |
| 1937  | Tres cançons valencianes, per a veu i piano (existeix en versió orquestral realitzada per Vicent Asencio) - Cançó alegre - Cançó de recança - Cançó d'amor (Fora de catàleg) |
| 1939  | Alba lírica, cicle de cançons per a veu i piano (1936-1939) (de la segona i la tercera, n'hi ha versió per a veu i guitarra) - Canción, llanto - Canción de cuna - Nostalgia - Cantar de enamorada - Alamillos verdes |
| 1939  | Como esa agua, per a veu i piano (de Set cançons) (Fora de catàleg) |
| 1939  | De los álamos vengo, per a veu i piano (de Tonadas antiguas) (Fora de catàleg) |
| 1939  | Seis canciones españolas, cicle de cançons per a veu i piano (de la número 4 existeix versió per a violí i piano, i de la número 6 versió per a veu i orquestra) - Castellana - Gallega - Asturiana - Andaluza - Zamorana - Valenciana |
| 1940  | ¡Adiós!, per a veu i piano (de Set cançons) (Fora de catàleg) |
| 1940  | Caminante, per a veu i piano (de Set cançons) (Fora de catàleg) |
| 1942  | El padre Lucas, per a veu i piano (de Set cançons) (Fora de catàleg) |
| 1942  | Set cançons, cicle per a veu i piano (1935-1942), títols ja indicats en el seu any de composició (Fora de catàleg) |
| 1943  | Una veu, per a veu i piano (Fora de catàleg) |
| 1945  | Ai! Que no n'era, per a veu i piano (de Tonadas antiguas) (Fora de catàleg) |
| 1945  | Bona nit!, per a veu i piano (de Planys, cançons i una nadala) |
| 1945  | Cançó alegre, per a veu i piano (de Planys, cançons i una nadala) |
| 1945  | Cançó fetillera, per a veu i piano (de Planys, cançons i una nadala) |
| 1945  | Tonadas antiguas, cicle de tres cançons per a veu i piano, títols ja indicats en el seu any de composició (Fora de catàleg) |
| 1945  | Tres morillas, per a veu i piano (de Tonadas antiguas) (Fora de catàleg) (n'hi ha versió per a cor a quatre veus mixtes) |
| 1946  | Balada per a veu i piano (d'Homenaje a la poesía femenina de América); n'existeix versió per a veu i orquestra |
| 1946  | Canción de vela per a veu i piano; n'existeix versió per a veu i orquestra |
| 1946  | La loba, per a veu i piano (d'Homenaje a la poesía femenina de América); n'existeix versió per a veu i orquestra (de Tres nanas) |
| 1946  | La señora luna, per a veu i piano (d'Homenaje a la poesía femenina de América); n'existeix versió per a veu i orquestra (de Tres nanas) |
| 1946  | Por los caminitos, per a veu i piano (d'Homenaje a la poesía femenina de América); n'existeix versió per a veu i orquestra (de Tres nanas) |
| 1947  | Recança, per a veu i piano (de Planys, cançons i una nadala) |
| 1947  | Tres nanas, per a veu i piano; títols ja indicats en el seu any de composició |
| 1947  | Cancioncilla, per a veu i piano (de Cancionero de la enamorada); n'existeix versió per a veu i orquestra |
| 1947  | Morena me llama, per a veu i guitarra (d'Endechas y cantares de Sepharad); n'existeix versió per a veu i piano |
| 1948  | Arietas de Primavera cicle de cançons per a veu i piano |
| 1948  | Baladilla del pastor per a veu i piano; per a veu i orquestra |
| 1948  | Canciones de nana y desvelo, cicle per a veu i piano - Desvelo ante el agua; n'existeix versió per a veu i orquestra i per a veu i guitarra - Desvelo de la madre; n'hi ha versió per a veu i orquestra - Desvelo del mar; n'hi ha versió per a veu i orquestra - Nana de la Virgen; n'existeix versió per a veu i orquestra - Nana del mar; n'existeix versió per a veu i orquestra i per a veu i guitarra - Nana del sueño; n'hi ha versió per a veu i orquestra |
| 1948  | El río feliz per a veu i piano (d'Arietas de Primavera); n'existeix versió per a veu i orquestra i per a veu i guitarra |
| 1948  | Presentimiento per a veu i piano (de Cancionero de la enamorada); n'hi ha versió per a veu i orquestra |
| 1948  | Clam per a veu i piano (Fora de catàleg) |
| 1948  | Tú entre los lirios per a veu i piano i per a veu i orquestra |
| 1948  | Villancico del pescador de truchas, per a veu i piano i per a veu i orquestra |
| 1949  | Ala del silenci, per a veu i piano (d'Aires de cançó) |
| 1950  | Tres canciones marineras, per a veu i piano - Coplilla del marinero - El milagro - Yo en el fondo del mar (d'Homenaje a la poesía femenina de América); n'existeix versió per a veu i orquestra |
| 1951  | Dame la mano, per a veu i piano (d'Homenaje a la poesía femenina de América) |
| 1951  | El cazador, per a veu i piano (d'Homenaje a la poesía femenina de América) |
| 1951  | La barca milagrosa, per a veu i piano (d'Homenaje a la poesía femenina de América) |
| 1951  | Mayo, per a veu i piano (d'Homenaje a la poesía femenina de América) |
| 1951  | Seguridad, per a veu i piano (Fora de catàleg) |
| 1951  | Vida-garfio, per a veu i piano (d'Homenaje a la poesía femenina de América) |
| 1952  | En donde tejemos la ronda, per a veu i piano (d'Homenaje a la poesía femenina de América) |
| 1952  | Estío seco, per a veu i piano |
| 1954  | El divino amor, per a veu i piano (d'Homenaje a la poesía femenina de América) |
| 1955  | Cancionero de la enamorada, cicle de cançons per a veu i piano (1947-1955) (dels números 1 i 4 existeix versió per a veu i orquestra) - Presentimiento - Rapto - Nostalgia - Cancioncilla |
| 1955  | Tonadilla y danza sefardí, per a veu, piano i tabal (Fora de catàleg) |
| 1955  | Villancico, per a veu i piano (Fora de catàleg) |
| 1956  | Homenaje a la poesía femenina de América, cicle de tretze cançons (1946-1956); títols indicats en l'any de composició amb les versions, si escau |
| 1956  | Vidalita y danza criolla, per a veu i piano (Fora de catàleg) |
| 1956  | Una enredadera, per a veu i piano (d'Homenaje a la poesía femenina de América) |
| 1958  | Eu en ti, per a veu i piano (de Canciones sobre poetas orensanos) |
| 1960  | Endecha, per a veu i guitarra (d'Endechas y cantares de Sepharad); n'hi ha versió per a veu i piano |
| 1960  | Yo me levantí un lunes, per a veu i guitarra (d'Endechas y cantares de Sepharad); n'hi ha versió per a veu i piano |
| 1963  | A la vora, voreta, per a veu i piano (d'Aires de cançó) |
| 1963  | Abans, amor, per a veu i piano (d'Aires de cançó) |
| 1963  | Ara que véns, per a veu i piano (de Quatre cançons) |
| 1963  | Jo faria, per a veu i piano (d'Aires de cançó) |
| 1963  | Juguem a jugar, per a veu i piano (d'Aires de cançó) |
| 1963  | Per a mi la nit, Senyor, per a veu i piano (de Quatre cançons) |
| 1963  | Si algun dia vols cantar, per a veu i piano (d'Aires de cançó); n'existeix versió per a veu i orquestra |
| 1964  | Aires de cançó cicle de cançons per a veu i piano (1949-1964); títols indicats en l'any de composició |
| 1964  | Blava rosa per a veu i piano (d'Aires de cançó) |
| 1964  | Cançó del xocorroc, per a veu i piano (de Planys, cançons i una nadala) |
| 1964  | Cançoneta d'abril, per a veu i piano (de Planys, cançons i una nadala) |
| 1964  | Els ulls, per a veu i piano (de Quatre cançons) |
| 1964  | Eriçó, per a veu i piano (de Planys, cançons i una nadala) |
| 1964  | Escampadissa, per a veu i piano (de Quatre cançons) |
| 1964  | Jocs d'aigua, per a veu i piano (de Planys, cançons i una nadala) |
| 1964  | Maror, per a veu i piano (de Planys, cançons i una nadala) |
| 1964  | Nadala, per a veu i piano (de Planys, cançons i una nadala) |
| 1964  | Planys, cançons i una nadala, cicle de cançons (1945-1964) per a veu i piano, títols indicats en l'any de composició |
| 1964  | Perfum, per a veu i piano (Fora de catàleg) |
| 1964  | Quatre cançons cicle de cançons per a veu i piano, títols indicats en l'any de composició |
| 1964  | Recer, per a veu i piano (Fora de catàleg) |
| 1966  | Cantiga antiga, per a veu i piano (de Canciones sobre poetas orensanos) |
| 1966  | Canciones sobre poetas orensanos, cicle de dues cançons (1958-1966) per a veu i piano, títols indicats en l'any de composició |
| 1967  | Canción del domingo, per a veu i piano (de Canciones infantiles) |
| 1967  | Canción del xilofón, per a veu i piano (de Canciones infantiles) |
| 1967  | Elefante perdido, per a veu i piano (de Canciones infantiles); n'existeix versió per a veu solista, cor de veus blanques, celesta, joc de timbres i piano: també n'hi ha versió per a cor de veus iguals i per a cor de dues veus infantils |
| 1967  | El ciempiés descalzo, per a veu i piano (de Canciones infantiles); n'existeix versió per a veu solista, cor de veus blanques, celesta, joc de timbres i piano: també n'hi ha versió per a cor de veus iguals |
| 1967  | El grillo, per a veu i piano (de Canciones infantiles); n'existeix versió per a veu solista, cor de veus blanques, celesta, joc de timbres i piano: també n'hi ha versió per a cor de veus iguals |
| 1967  | El puente, per a veu i piano (de Canciones infantiles); n'existeix versió per a veu solista, cor de veus blanques, celesta, joc de timbres i piano: també n'hi ha versió per a cor de veus iguals |
| 1967  | El sapo cantor, per a veu i piano (de Canciones infantiles); n'hi ha versió per a cor de tres veus iguals |
| 1967  | La gallina presumida, per a veu i piano (de Canciones infantiles); n'hi ha versió per a cor de tres veus iguals |
| 1967  | Sirenita, per a veu i piano (de Canciones infantiles); n'existeix versió per a veu solista, cor de veus blanques, celesta, joc de timbres i piano |
| 1969  | A la una, per a veu i guitarra (d'Endechas y cantares de Sepharad) |
| 1970  | 1970 Avrideme, galanica, per a veu i guitarra (d'Endechas y cantares de Sepharad) |
| 1971  | Arvolicos d'almendra, per a veu i guitarra (d'Endechas y cantares de Sepharad) |
| 1971  | Nana del osito, per a veu i piano (de Canciones infantiles); n'hi ha versió per a cor de tres veus iguals |
| 1971  | Canciones infantiles, cicle per a veu i piano (1967-1971); títols indicats en el seu any de composició |
| 1971  | Los bilbilicos, per a veu i guitarra (d'Endechas y cantares de Sepharad) |
| 1972  | Mujeres de Jerusalem, per a veu i conjunt instrumental |
| 1974  | Villancico de Las Palmas, per a veu i piano; n'existeix versió per a veu i conjunt instrumental |
| 1975  | Cervantinas, cicle de cançons per a veu i piano - Ronda de San Juan - Marinero soy de amor - La inútil guarda - Un soneto - El papel morisco - Villancico Trastocado - Canto a los ojos - Loa a Valencia - La puerta florida - Cantarcillo burlesco |
| 1979  | Cantar de amanecida, per a veu i guitarra (d'Endechas y cantares de Sepharad) |
| 1979  | Cantar de marinero, per a veu i guitarra (d'Endechas y cantares de Sepharad) |
| 1979  | Endechas y cantares de Sepharad, cicle de cançons per a veu i guitarra (1974-1979); els títols s'indiquen en l'any de composició |
| 1982  | Cinc cançons de bres, cicle de cançons per a veu i piano (1945-1982) - Les campanes - La llar - Mareta - Tan tarantan - Dorm! |
| 1985  | Cants al capvespre, cicle de cançons per a veu i piano - Novembre - Paisatge nocturn - Encara una vegada - Vent de ponent - Pels camins del silenci - Profunds meandres del no-res - Quan m'acomiadaré de tu |
| 1986  | Calma de mar, per a veu i piano |
| 1986  | Canturel·les de mare, cicle de cançons per a veu i piano - Per adormir el grumet - El moro Muça - Ninc nanc - La cuca fera - El voladoret |
| 1986  | Desig, per a veu i piano |
| 1988  | Cantilenes del Rosselló, cicle de cançons per a veu i piano (1987-1988) - El desig - És el maig - La primavera - El cant d'ocells - Tres roses - A la font gelada |
| 1988  | Els asfòdels, cicle de cançons per a veu i piano (1986-1988) - Els asfòdels - El temps - Miratge de la tarda - La cambra - Enllà de l'origen - Anhel - Petit retaule d'amor |
| 1988  | Per a ninar-te, per a veu i piano |
| 1995  | Ram de núvia, per a veu i orquestra de corda; n'existeix versió per a veu i piano |
| 1997  | Flor de taronger, per a veu i orquestra de corda; n'hi ha versió per a veu i piano |
| 1997  | Nupcial, per a veu i orquestra de corda; n'existeix versió per a veu i piano |
| 1997  | L'amor Somniat, per a veu i piano |
| 1998  | Canastrell, per a veu i piano |

| Coral | Coral |
| ----- | --- |
| 1933  | Com és la lluna, per a cor mixt a sis veus (Fora de catàleg) |
| 1947  | Plany per la mort de Falla, cantata per a baríton solista, cor mixt i orquestra                                                                                 |
| 1962  | Ay! Fortuna, per a cor a quatre veus greus (d'El villano en su rincón)                                                                                          |
| 1962  | Las avellanicas, per a cor de tres veus iguals (d'El villano en su rincón)                                                                                      |
| 1964  | Nadala joiosa, per a cor a quatre veus mixtes. N'hi ha versió per a cor de tres veus iguals i per a veu i piano, pertany al cicle Planys, cançons i una nadala  |
| 1966  | Missa de Lledó, per a cor mixt i conjunt instrumental; també n'existeix versió per a cor mixt i orgue                                                           |
| 1966  | Vent d'octubre, per a cor a quatre veus mixtes |
| 1967  | Campana, per a cor a quatre veus mixtes (Fora de catàleg) |
| 1967  | Canciones populares infantiles, per a cor de veus blanques a l'uníson o a dues veus i conjunt instrumental Orff (Fora de catàleg)                               |
| 1967  | Cantata de l'ocell, per a cor a quatre veus mixtes |
| 1968  | Nadala de la crida, per a cor a quatre veus mixtes |
| 1968  | Nadala de les abelles, per a cor a quatre veus mixtes; també n'hi ha versió per a cor de tres veus iguals                                                       |
| 1969  | Cançons per a la nit, per a cor a quatre veus mixtes |
| 1969  | Nadala constant, per a cor a quatre veus mixtes |
| 1969  | Nadala tendra, per a cor a quatre veus mixtes |
| 1970  | Cançoneta, per a cor de tres veus iguals |
| 1970  | Campanitas de Belén, per a cor a quatre veus mixtes; també n'hi ha versió per a cor de tres veus iguals                                                         |
| 1970  | Viento, voz, álamo, per a cor a quatre veus mixtes |
| 1971  | Nadala de les esquelles, per a cor de tres veus iguals |
| 1972  | Nadala de la nit-dia, per a cor a quatre veus mixtes |
| 1973  | Salve Regina, per a cor a l'uníson i orgue (Déu vos salve) |
| 1973  | Davall vostre mantell, per a cor a l'uníson i orgue |
| 1973  | Ecce panis angelorum, motet eucaristic per a Corpus Christi per a cor mixt a cappella                                                                           |
| 1974  | Les hores, cantata per a baríton, cor mixt i orquestra |
| 1975  | Galania, per a cor a quatre veus mixtes (d'Els dotze estels) |
| 1975  | Nadala de l'amistat, per a cor a quatre veus mixtes |
| 1976  | Al·leluia, per a cor a quatre veus mixtes, pertany a la representació escènica del Betlem de la Pigà; també n'existeix la versió per a cor a quatre veus iguals |
| 1976  | Prec de Nadal, per a cor a quatre veus mixtes |
| 1976  | Cançoneta de la lluna, per a cor de tres veus iguals; com a peça per a cor a quatre veus mixtes pertany a l'obra Els dotze estels                               |
| 1976  | Convocatòria, per a cor a quatre veus mixtes (de Tres poemes de Tagore)                                                                                         |
| 1976  | Invitació, per a cor a quatre veus mixtes (de Tres poemes de Tagore)                                                                                            |
| 1976  | Nadala dels xiquets, per a cor a tres veus iguals |
| 1976  | Nadala primerenca, per a cor a quatre veus mixtes |
| 1976  | Vaixells de paper, per a cor a quatre veus mixtes (de Tres poemes de Tagore); també en versió per a cor de tres veus iguals                                     |
| 1978  | Nadala dels codonys, per a cor a quatre veus mixtes |
| 1979  | Nadala del desert, per a cor a quatre veus mixtes, sobre text de Miquel Peris                                                                                   |
| 1979  | Nadala dels mariners, per a cor a quatre veus mixtes |
| 1980  | Cançoneta per a Paula, per a cor a quatre veus mixtes |
| 1980  | Endreça, per a cor a quatre veus mixtes (d'Els dotze estels) |
| 1980  | Invocació a la Mare de Déu de Lledó, per a cor a quatre veus mixtes                                                                                             |
| 1980  | Missa de Perot, per a cor mixt, flauta, oboè i corda |
| 1980  | Tres cançons corals, per a cor a quatre veus mixtes (Fora de catàleg)                                                                                           |
| 1981  | Albada, per a cor a quatre veus mixtes (de Els dotze estels) |
| 1981  | Cançoneta per a Berta, per a cor a quatre veus mixtes |
| 1981  | Crit de la terra, per a cor a quatre veus mixtes (d'Els dotze estels)                                                                                           |
| 1981  | Do de l'amor, per a cor a quatre veus mixtes (d'Els dotze estels)                                                                                               |
| 1981  | Dorm-te nina roseta, per a cor a quatre veus mixtes |
| 1981  | Invocacions, per a cor a quatre veus mixtes (d'Els dotze estels)                                                                                                |
| 1981  | La cançó de l'arbre, adaptació per a cor a quatre veus mixtes de l'obra original de Gaietà Huguet i Vicent Ripollés, per a cor unisonal de xiquets i piano      |
| 1981  | Nin, ninet, per a cor a quatre veus mixtes |
| 1981  | Salve, per a cor a quatre veus mixtes (d'Els dotze estels) |
| 1981  | Seguidilles madaleneres, per a cor unisonal i rondalla |
| 1982  | Xaranga marinera, per a cor unisonal i conjunt |
| 1982  | Nadala garrida, per a cor a quatre veus mixtes |
| 1982  | Salve gojosa, per a cor a quatre veus mixtes, sobre text de Manuel Villarreal                                                                                   |
| 1983  | Nadala cordial, per a cor a quatre veus mixtes |
| 1983  | Nadala del llir, per a cor a quatre veus mixtes |
| 1983  | Marxa festera, per a dues dolçaines, cor a dues veus, guitarra i tabal                                                                                          |
| 1984  | Cant a la terra nativa, cantata per a baríton solista, cor mixt i conjunt instrumental, sobre text de Rafael Caria                                              |
| 1984  | Càntic de les creatures, per a cor a quatre veus mixtes |
| 1984  | Gènesi, per a cor a quatre veus mixtes (d'Els dotze estels) |
| 1984  | Goigs en lloança del gloriós san Francesc de la Font, per a cor a l'uníson i orgue                                                                              |
| 1984  | Gota de rosada, per a cor a quatre veus mixtes (d'Els dotze estels)                                                                                             |
| 1984  | Precs, per a cor a quatre veus mixtes (d'Els dotze estels) Traspàs per a cor a quatre veus mixtes                                                               |
| 1984  | Verge aimia, per a cor a quatre veus mixtes (d'Els dotze estels)                                                                                                |
| 1985  | Deixeu la terra, per a cor a quatre veus mixtes, sobre text de Jacint Heredia                                                                                   |
| 1985  | Goigs en lloança del gloriós sant Blai, per a cor a l'uníson i orgue                                                                                            |
| 1985  | Nadal a l'Alguer, per a cor a quatre veus mixtes, sobre text de Rafael Caria                                                                                    |
| 1985  | O sacrum convivium, per a cor a quatre veus mixtes |
| 1985  | Sento la mar, per a cor a quatre veus mixtes (de Tríptic de l'Alguer)                                                                                           |
| 1985  | Sóc alguerès, per a cor a quatre veus mixtes (de Tríptic de l'Alguer)                                                                                           |
| 1985  | Terra mia, per a cor a quatre veus mixtes (de Tríptic de l'Alguer)                                                                                              |
| 1986  | Cantarella, per a cor a quatre veus mixtes |
| 1986  | El roure de Serrabona, per a cor a quatre veus mixtes (de Cinc sardanes vegetals) sobre text de Josep Sebastià Pons                                             |
| 1986  | La carrasca de Culla, per a cor a quatre veus mixtes (de Cinc sardanes vegetals) sobre text de Miquel Peris i Segarra                                           |
| 1986  | Missa humil, per a cor a quatre veus mixtes i orgue |
| 1986  | Nadal, per a cor a quatre veus mixtes |
| 1986  | Nadal al Rosselló, per a cor a quatre veus mixtes |
| 1986  | Xiprers de Sinera, per a cor a quatre veus mixtes (de Cinc sardanes vegetals) sobre text de Salvador Espriu                                                     |
| 1987  | El pi de Formentor, per a cor a quatre veus mixtes (de Cinc sardanes vegetals) sobre text de Miquel Costa i Llobera                                             |
| 1987  | Oliveres d l'Alguer, per a cor a quatre veus mixtes (de Cinc sardanes vegetals) sobre text de Rafael Caria                                                      |
| 1988  | Cançó de bressol, per a cor a quatre veus mixtes |
| 1988  | Nadala de l'ermita, per a cor a quatre veus mixtes, sobre text de Jacint Heredia                                                                                |
| 1993  | Salve al mas del Nabero, per a cor a quatre veus mixtes |
| 1995  | Missa per l'amistat, per a cor a quatre veus mixtes i orgue; n'existeix versió de veus mixtes i conjunt instrumental                                            |
| 1996  | L'arpa de tres cordes, per a cor a quatre veus mixtes |
| 1997  | Epitalami, per a cor a quatre veus mixtes i flauta |
| 1999  | Epitalami II, per a cor a quatre veus mixtes i flauta |
| 1999  | La famosa representación de La Asunción de Nuestra Señora a los Cielos, per a soprano, cor mixt, arpa i violoncel                                               |

| Música de cambra i instrumental | Música de cambra i instrumental |
| ------------------------------- | --- |
| 1930                            | Piezas de mi infancia, col·lecció de disset peces per a violí i piano i quatre peces per a piano sol (Fora de catàleg)                     |
| 1945                            | Marxa de la ciutat, per a conjunt instrumental de metalls i timbal; n'hi ha versió per a quatre dolçaines i tabal i per a quartet de corda |
| 1980                            | Dansa, adaptació per a guitarra de l'obra original de Vicent Asencio per a piano                                                           |
| 1987                            | Vers a Lledó, per a orgue |
| 1988                            | Tocates i danses en estil popular, per a dolçaina i tabal                                                                                  |
| 1989                            | Homenatge a Mistral, per a guitarra |
| 1994                            | Tocata per al tractat d'Almirra, per a dolçaina i tabal                                                                                    |
| 1994                            | Tocates i danses en estil popular, per a dolçaina i tabal                                                                                  |

| Orquestra | Orquestra |
| --------- | --- |
| 1935      | Serenata medieval per a orquestra de corda (Fora de catàleg)                                                               |
| 1937      | Romance de la luna, ballet, (Fora de catàleg)                                                                              |
| 1940      | Marxa del rei Barbut (n'existeix versió per a piano i per a banda de música, aquesta darrera obra de Josep Ferriz)         |
| 1953      | El segoviano esquivo, ballet                                                                                               |
| 1954      | Sortilegio de la luna, ballet, estrena el 1995 en els jardins del Generalife de Granada per la ballarina sevillana Rosario |
| 1956      | Blancanieve, ballet |
| 1958      | El ruiseñor y la rosa, ballet                                                                                              |

| Òpera | Òpera |
| ----- | --- |
| 1941  | La filla del rei Barbut, òpera bufa. Estrenada a Castelló de la Plana amb motiu de les Festes de la Magdalena l'any 1943                                         |
| 1948  | Retablo de Navidad, cantata escènica |
| 1973  | Vinatea, òpera - llibret: Xavier Casp - orquestració en col·laboració amb Vicent Asencio. Estrenada al Gran Teatre del Liceu de Barcelona el 19 de gener de 1974 |
| 1979  | Betlem de la Pigà, representació escènica |

| Música incidental | Música incidental                                                              |
| ----------------- | ------------------------------------------------------------------------------ |
| 1950              | La enamorada del rey                                                           |
| 1950              | Las mocedades del Cid - Romance "por ganar a Calahorra" - Romance de las bodas |
| 1961              | El anzuelo de Fenisa                                                           |
| 1962              | El villano en su rincón                                                        |
| 1962              | Entremeses de Cervantes                                                        |
| 1962              | La viuda valenciana                                                            |
| 1966              | El lago y la corza                                                             |
| 1972              | Auto de los Cantares                                                           |

| Sardanes | Sardanes                                             |
| -------- | ---------------------------------------------------- |
| s.a.     | Oliveres a l'Alguer. Lletra: Rafael Caria            |
| s.a.     | La carrasca de Culla. Lletra: Miquel Peris i Segarra |
| s.a.     | El Pi de Formentor. Lletra: Miquel Costa i Llobera   |
| s.a.     | El xiprer de Sinera. Lletra: Salvador Espriu         |
| s.a.     | El Roure de Serrabona. Lletra: Joan-Sebastià Pons    |